# Marian Jankowski (sportowiec)
Marian Jankowski (ur. 8 grudnia 1931 w Robaczynie, zm. 9 marca 2017 w Warszawie) – polski ciężarowiec, trener, działacz sportowy, olimpijczyk z Rzymu 1960.
Na arenie międzynarodowej przez całą karierę Występował w wadze koguciej (na arenie krajowej startował również w wadze piórkowej).
Był mistrzem Polski w latach 1956-1958 w wadze koguciej oraz w latach 1959-1961 w wadze piórkowej.
Medalista (srebrny) mistrzostw świata z roku 1959.
Uczestnik mistrzostw Europy w roku 1957 (srebrny medal), 1958 (srebrny medal), 1959 (srebrny medal), 1960 (brązowy medal).
Na igrzyskach olimpijskich w 1960 roku zajął 5. miejsce.
Po zakończeniu kariery sportowej zajął się pracą szkoleniową w Legii Warszawa. Wśród jego wychowanków byli m.in. Norbert Ozimek, Zygmunt Smalcerz, Piotr Mandra, Jacek Gutowski i inni. Był wiceprezesem PZPC i członkiem Komitetu Wykonawczego Europejskiej Federacji Podnoszenia Ciężarów.

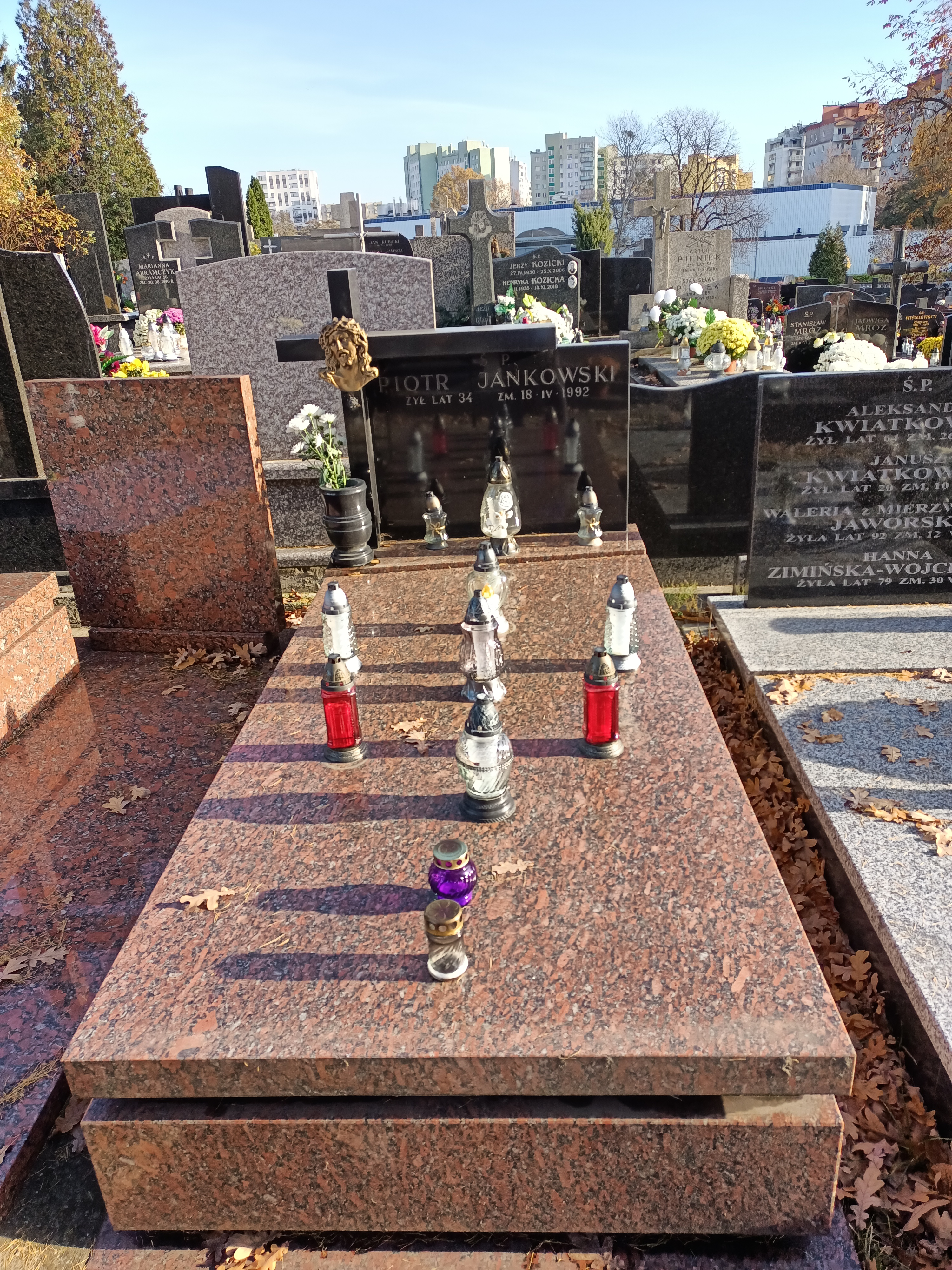
Grób Mariana Jankowskiego na Cmentarzu Wawrzyszewskim